# Valeriana dioscoridis
Valeriana dioscoridis är en kaprifolväxtart som beskrevs av John Sibthorp och Sm. Valeriana dioscoridis ingår i släktet vänderötter, och familjen kaprifolväxter. Inga underarter finns listade i Catalogue of Life.

## Bildgalleri

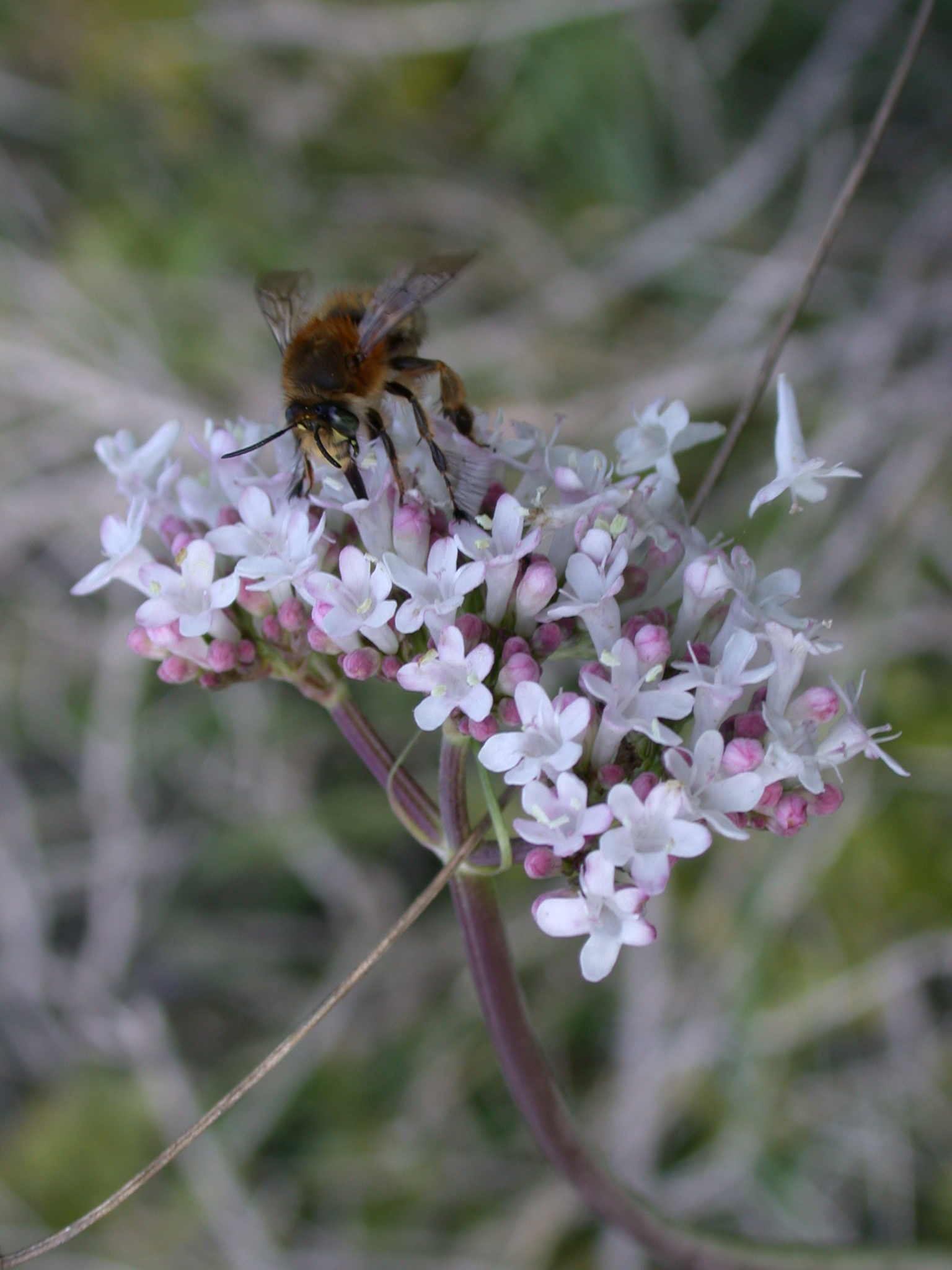
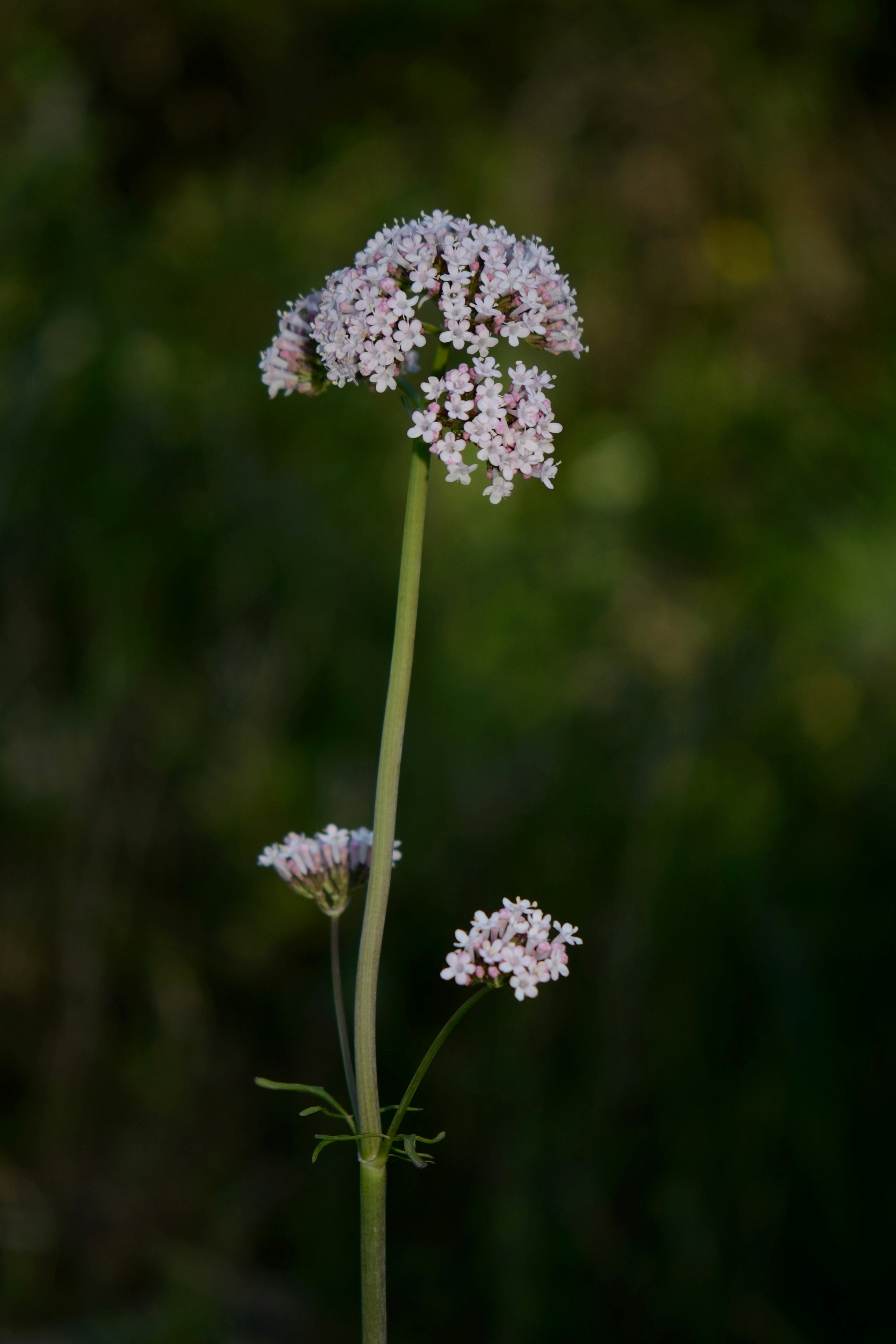